# Đoài Dương
Đoài Dương là một xã thuộc tỉnh Cao Bằng, Việt Nam.

## Địa lý
Xã Đoài Dương nằm ở phía nam huyện Trùng Khánh, có vị trí địa lý:
- Phía đông giáp huyện Hạ Lang
- Phía tây giáp xã Trung Phúc
- Phía nam giáp huyện Quảng Hòa
- Phía bắc giáp xã Cao Thăng và xã Đức Hồng.

Xã Đoài Dương có diện tích 53,03 km², dân số năm 2019 là 5.254 người, mật độ dân số đạt 99 người/km².
Trên địa bàn xã Đoài Dương có một số ngọn núi như: Bẩy Thiêu, Lũng Thàn, Lũng Xóm, Thin Phân, Pác Mác, Sa Ven, Sảng Cao, Pài Cải. Sông Bắc Vọng chảy qua địa bàn xã theo hướng tây bắc - đông nam.
Đường tỉnh 206 chạy qua địa bàn theo xã Đoài Dương, trên đường đi có đèo Khau Liêu.

## Lịch sử
Sau năm 1954, Đoài Dương là một xã thuộc huyện Trùng Khánh.
Ngày 20 tháng 10 năm 1964, Bộ Nội vụ ban hành Quyết định 273-NV. Theo đó, tách xóm Ná Chá thuộc xã Đoài Dương để hợp với 7 xóm của xã Độc Lập, huyện Quảng Uyên thành xã Bình Lăng thuộc huyện Quảng Uyên. Đồng thời, chia các xóm còn lại của xã Đoài Dương thành 3 xã: 
- Xã Thông Huề gồm 13 xóm: Bản Cườm, Năm Dọi, Cóc Rầy, Bản Khuông, Bó Lạ, Cốc Chia, Nà Thình, Sóc Riềng, Nà Ít, Nà Kèo, Phờ Nìm, Thuơ Phia, Nặm Thúm.
- Xã Đoài Côn gồm 11 xóm: Lũng Luông, Lũng Lô, Nà Quang, Phô Gài, Sốc Oắc, Bản Lùng, Tạp Ná, Pác Rà, Vai Noa, Pác Thân, Lung Rì.
- Xã Thân Giáp gồm 17 xóm: Ngườm Sang, Nà Noa, Thuơ Khuông, Nhà Choát, Thông Lộc, Lũng Lếch, Lũng Lắc, Bảng Mang, Luộc Tấu, Phô Chảng, Sóc Chăng, Bảng Coỏng, Na Rắn, Phai Nhàn, Đông Chu, Khim Khát, Đông Nguyên.

Ngày 9 tháng 9 năm 2019, Hội đồng Nhân dân tỉnh Cao Bằng ban hành Nghị quyết số 27/NQ-HĐND về việc sáp nhập một số xóm thuộc ba xã Đoài Côn, Thân Giáp, Thông Huề.
Trước khi sáp nhập, xã Thông Huề có diện tích 13,89 km², dân số là 1.927 người, mật độ dân số đạt 139 người/km², được chia thành 5 xóm: Phố Thông Huề, Bản Khuông - Cốc Chia, Cốc Rầy Nặm Dọi, Đồng Liên, Nà Ít - Nà Keo. Xã Đoài Côn có diện tích 17,63 km², dân số năm là 1.808 người, mật độ dân số đạt 103 người/km², có 5 xóm: Bản Lũng, Lũng Rì - Lũng Luông, Tắp Ná, Trung Tâm, Vinh Quang. Xã Thân Giáp có diện tích 21,51 km², dân số là 1.519 người, mật độ dân số đạt 71 người/km², có 4 xóm: Bản Coỏng, Đồng Nhất, Đồng Minh, Đồng Tiến.
Ngày 10 tháng 1 năm 2020, Ủy ban Thường vụ Quốc hội ban hành Nghị quyết số 864/NQ-UBTVQH14 về việc sắp xếp các đơn vị hành chính cấp huyện, cấp xã thuộc tỉnh Cao Bằng (nghị quyết có hiệu lực từ ngày 1 tháng 2 năm 2020). Theo đó, tái lập xã Đoài Dương trên cơ sở sáp nhập toàn bộ diện tích và dân số của ba xã: Thông Huề, Đoài Côn và Thân Giáp.

## Hành chính
Xã Đoài Dương được chia thành 14 xóm: Bản Coỏng, Bản Khuông - Cốc Chia, Bản Lũng, Cốc Rầy Nặm Dọi, Đồng Liên, Đồng Minh, Đồng Nhất, Đồng Tiến, Lũng Rì - Lũng Luông, Nà Ít - Nà Keo, Tắp Ná, Phố Thông Huề, Trung Tâm, Vinh Quang.